# 투허 고속공로
투허 고속공로(중국어: 吐和高速公路, G3012 Turpan–Hotan Expressway)는 중화인민공화국의 고속도로로, 총 연장은 1,931 km를 이룬다. 롄훠 고속공로의 지선이며, 투르판시에서 분기되어 코를라, 쿠차, 악수, 카슈가르를 거쳐 호탄시에서 끝난다. 전 노선이 신장 위구르 자치구 내에 있으며, 일부 구간은 공사중에 있으며, 아시안 하이웨이 4호선의 일부를 이룬다.